# Alexander Wjatscheslawowitsch Ussow
Alexander Wjatscheslawowitsch Ussow (russisch Алекса́ндр Вячесла́вович У́сов, engl. Transkription Aleksandr Vyacheslavovich Usov; * 2. März 1976 in Lipezk, RFSR, Sowjetunion) ist ein ehemaliger russischer Sprinter, der sich auf den 400-Meter-Lauf spezialisiert hat. Mit der russischen 4-mal-400-Meter-Staffel gewann er 2004 die Silbermedaille bei Hallenweltmeisterschaften in Budapest.

## Sportliche Laufbahn
Erste internationale Erfahrungen sammelte Alexander Ussow vermutlich im Jahr 2001, als er bei der Sommer-Universiade in Peking im Halbfinale über 400 Meter nicht ins Ziel kam und mit der russischen 4-mal-400-Meter-Staffel in 3:06,83 min den siebten Platz belegte. Im Jahr darauf wurde er bei den Halleneuropameisterschaften in Wien im Vorlauf über 400 Meter disqualifiziert und belegte mit der Staffel in 3:08,02 min den vierten Platz. 2003 wurde er mit der Staffel bei den Hallenweltmeisterschaften in Birmingham im Finale disqualifiziert und im August verpasste er bei den Freiluftweltmeisterschaften nahe Paris mit 3:03,62 min den Finaleinzug. 2004 gewann er bei den Hallenweltmeisterschaften in Budapest in 3:06,23 min gemeinsam mit Dmitri Forschew, Boris Gorban und Andrei Rudnizki die Silbermedaille hinter dem jamaikanischen Team. Im Jahr darauf sicherte er sich dann bei den Halleneuropameisterschaften in Madrid in 3:09,63 min die Bronzemedaille hinter den Teams aus Frankreich und dem Vereinigten Königreich. 2008 beendete er seine aktive sportliche Karriere im Alter von 32 Jahren.
2003 wurde Ussow russischer Hallenmeister im 400-Meter-Lauf sowie 2008 in der 4-mal-200-Meter-Staffel.

## Persönliche Bestleistungen
- 400 Meter: 46,28 s, 31. Mai 2003 in Tula
  - 400 Meter (Halle): 46,35 s, 26. Februar 2003 in Moskau